# Dunthorne (cràter)
Dunthorne és un petit cràter d'impacte que es troba al nord-oest del petit mar lunar denominat Palus Epidemiarum, en la part sud-oest de la cara visible de la Lluna. Es troba al sud-oest del cràter Campanus, i a l'est de Vitello, amb Ramsden al sud.
|  |

Aquest cràter és més o menys circular i en forma de bol, amb un interior que té una albedo més alta que la del terreny circumdant. Es troba en una regió que té una sèrie de sistemes d'esquerdes, amb Rimae Hippalus al nord-oest, i Rimae Ramsden cap al sud i l'est.

## Cràters satèl·lit
Per convenció aquests elements són identificats en els mapes lunars posant la lletra en el costat del punt mitjà del cràter que està més prop de Dunthorne.
|           | \| Dunthorne \| Coordenades \| Diàmetre \| \| --------- \| ------------------------------------ \| -------- \| \| A \| 28° 48′ S, 32° 36′ O / 28.8°S,32.6°O \| 6 km \| \| B \| 31° 24′ S, 31° 36′ O / 31.4°S,31.6°O \| 7 km \| \| C \| 29° 24′ S, 32° 30′ O / 29.4°S,32.5°O \| 7 km \| \| D \| 30° 00′ S, 34° 00′ O / 30.0°S,34.0°O \| 6 km \| |          |
| Dunthorne | Coordenades | Diàmetre |
| A         | 28° 48′ S, 32° 36′ O / 28.8°S,32.6°O | 6 km     |
| B         | 31° 24′ S, 31° 36′ O / 31.4°S,31.6°O | 7 km     |
| C         | 29° 24′ S, 32° 30′ O / 29.4°S,32.5°O | 7 km     |
| D         | 30° 00′ S, 34° 00′ O / 30.0°S,34.0°O | 6 km     |